# Lepidobatrachus asper
Espèce
Synonymes
- Lepidobatrachus salinicola Reig & Cei, 1963

Statut de conservation UICN

 NT  : Quasi menacé
Lepidobatrachus asper est une espèce d'amphibiens de la famille des Ceratophryidae.

## Répartition
Cette espèce se rencontre dans le Gran Chaco jusqu'à 200 m d'altitude :
- dans le nord de l'Argentine, dans les provinces du Chaco, de Córdoba, de Corrientes, de Formosa, de Santa Fe et de Santiago del Estero,
- dans l'ouest du Paraguay, dans les départements de Presidente Hayes, Central et de l'Alto Paraguay.

## Publication originale
- Budgett, 1899 : Notes on the Batrachians of the Paraguayan Chaco, with Observations upon their Breeding Habits and Development, especially with regards to Phyllomedusa hypochondrialis, Cope. Also a Description of a new Genus. Quarterly journal of microscopical science, vol. 42, p. 305-333 (texte intégral).